# James Lindsay Almond

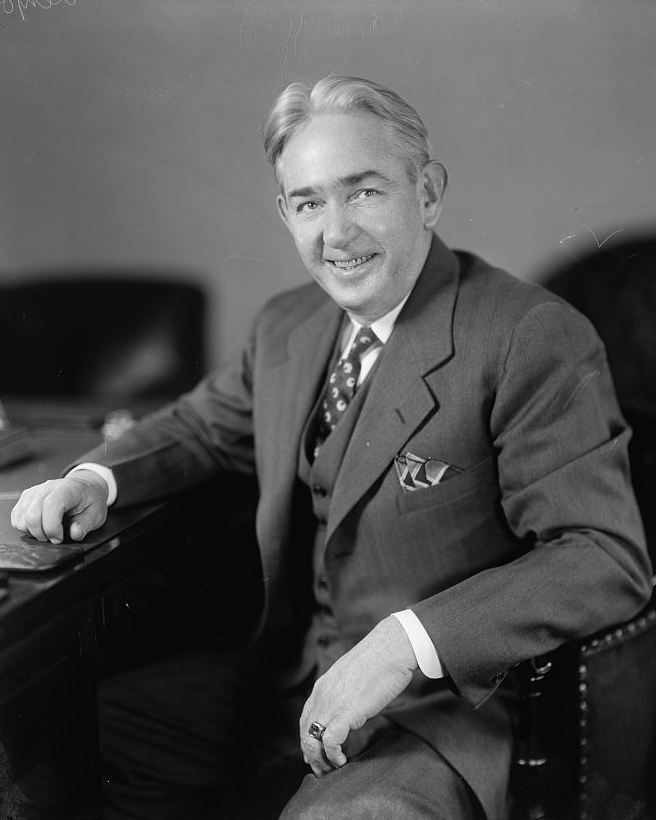
James Lindsay Almond

James Lindsay Almond (* 15. Juni 1898 in Charlottesville, Virginia; † 15. April 1986 in Richmond, Virginia) war ein US-amerikanischer Jurist und Politiker. Er war zwischen 1958 und 1962 Gouverneur von Virginia; zuvor vertrat er diesen Bundesstaat von 1946 bis 1948 im US-Repräsentantenhaus.

## Frühe Jahre und politischer Aufstieg
James Almond besuchte nach der Grundschule die University of Virginia. Während des Ersten Weltkrieges war er von 1917 bis 1918 in einem Ausbildungslager der US Army. Im Krieg selbst kam er nicht zum Einsatz. Danach war er zeitweise als Lehrer tätig. Anschließend setzte er sein Jurastudium an der University of Virginia fort. Nach seiner 1923 erfolgten Zulassung als Rechtsanwalt begann er in Roanoke in seinem neuen Beruf zu arbeiten.
Almond wurde Mitglied der Demokratischen Partei. Zwischen 1930 und 1933 war er stellvertretender Generalstaatsanwalt von Virginia und von 1933 bis 1945 war er Richter in Roanoke. Nach dem Rücktritt des Kongressabgeordneten Clifton A. Woodrum wurde Almond als dessen Nachfolger in das US-Repräsentantenhaus gewählt, wo er vom 22. Januar 1946 bis zum 17. April 1948 verblieb. An diesem Tag legte er sein Mandat nieder, weil er zum Attorney General seines Staates gewählt worden war. Dieses Amt bekleidete er bis zum 28. August 1957.

## Gouverneur von Virginia
Im Jahr 1957 wurde Almond zum neuen Gouverneur seines Staates gewählt, wobei er sich mit 63,2 Prozent der Stimmen gegen den Republikaner Ted Dalton durchsetzte. Er trat seine vierjährige Amtszeit am 11. Januar 1958 an. Sein Hauptanliegen war die Eingliederung der afroamerikanischen Kinder in reguläre Schulen zusammen mit den weißen Schülern. Das stieß in Virginia und anderen Südstaaten auf teilweise strikte Ablehnung. Hauptgegner der Desegregation waren unter anderem US-Senator Harry F. Byrd und der Gouverneur von Arkansas, Orval Faubus. Trotz dieses Widerstandes setzte sich der Gouverneur allmählich mit seinem Programm durch. Er sah ein, dass man sich diesen Maßnahmen nicht widersetzen konnte. Alte Gesetze, die ein solches Vorgehen untersagten, wurden geändert. Durch sein Eintreten für die Desegregation zog sich der Gouverneur die Feindschaft von Senator Byrd und dessen politischer Maschinerie zu.
In Almonds Amtszeit wurden auch die Unfall- und Arbeitslosenversicherungsbedingungen für die Arbeitnehmer verbessert. Die Lehrer erhielten Gehaltserhöhungen und aufgebesserte Pensionen. Im Jahr 1960 war Almond Delegierter zur Democratic National Convention in Los Angeles, auf der John F. Kennedy als Präsidentschaftskandidat der Partei nominiert wurde. Während des Wahlkampfes unterstützte er Kennedy, der dann zum Präsidenten gewählt wurde.

## Weiterer Lebenslauf
Nach dem Ende seiner Gouverneurszeit wurde James Almond von Präsident Kennedy zum Bundesrichter am United States Court of Customs and Patent Appeals ernannt. Diese Ernennung wurde lange von Harry Byrd im US-Senat blockiert. Man nutzte schließlich eine Abwesenheit des Senators, um die Zustimmung des Plenums zu erhalten. Almond wechselte 1982 ans Bundesberufungsgericht für den Gerichtskreis des District of Columbia, wo er bis zu seinem Tod im April 1986 verblieb.